# Губайдулла-хан
Губайдулла́-хан (каз. Ғұбайдолла хан) 1770—1852) — последний хан Среднего жуза (1821—1824), старший сын и преемник казахского хана Вали-хана.

## Внутренная и внешняя политика
В 1821 году казахские старшины Среднего жуза избрали ханом Губайдуллу, старшего сына Вали-хана. Однако у царской администрации были свои планы по отношению к казахской степи. В 1824 году Губайдулла отправил своё посольство во главе с Жанторе-султаном в Пекин. В 1825 году по приказу Даогуана генерал-губернатор Цин Сян направил китайское посольство к главе Юэшаня. Однако оно было перехвачено войсками Омской пограничной комиссии. Китайская миссия по поводу признании ханом Губайдуллы была провалена.
В 1824 году российский военный отряд прибыл в Баянаул, где хан Губайдулла должен был встретиться с китайским посольством. Казахский хан был взят под стражу и был принуждён отказаться от признания его ханского достоинства китайским императором. В том же 1824 году после ликвидации ханской власти был избран старшим султаном Кокчетавского округа. Недовольный этим, в 1824 году Губайдулла начал восстание против Царской власти, которое было подавлено в 1825 году. 1824 году Санкт-Петербург побывал в во главе посольства Большой и Средней Киргизско-Кайсацкой орды сын Губайдуллы, Булат-султан.
В 1825 году Губайдулла был отправлен в ссылку, а русская администрация начала планомерную колонизацию Среднего жуза. Губайдулла был отправлен в сибирский город Березов. Только в 1840 году по ходатайству его двоюродного брата Кенесары Касымова он был освобожден и вернулся в казахскую степь.